# Ecou
Ecoul este un fenomen acustic ce constă în repetarea prin reflexie a sunetului emis de o sursă și perceperea lui ca un sunet distinct în raport cu sunetul primar.
Pentru ca sunetul reflectat de un obstacol să fie perceput distinct, ca ecou, el trebuie să se întoarcă la ureche după ce a încetat perceperea sunetului inițial.
Deoarece un sunet persistă în ureche cel puțin o zecime de secundă, sunetul reflectat va fi perceput ca ecou doar dacă va ajunge la ureche după cel puțin 1/10 secunde de la perceperea sunetului emis. Pentru ca un sunet foarte scurt să fie perceput ca ecou, distanța până la un obstacol trebuie să fie de cel puțin 17 m, deoarece viteza sunetului în aer este de cca. 340 m/s. Prin urmare, sunetul va parcurge distanța de 2x17=34 m în 1/10 secunde. De aceea, fenomenul ecoului auditiv este observat cel mai bine în munți sau într-o sală goală de mari dimensiuni. În Munții Apuseni, o stâncă izolată pe culmea unui munte, unde se formează un ecou, poartă denumirea de „piatră grăitoare”.
Dacă distanța până la obstacolul reflectant este mai mică de 17 m, sunetul reflectat va sosi înainte de încetarea senzației auditive a sunetului direct, producând în ureche o prelungire și o întărire a acestuia. În această situație, nu mai este vorba de ecou, ci de fenomenul numit reverberație.

## Etimologie
Denumirea fenomenului „ecou” provine de la numele nimfei Echo din mitologia greacă care a fost pedepsită de zeița Hera să nu se poată exprima prin propriile cuvinte, fiind condamnată să repete ultimele cuvinte ale persoanelor pe care le auzea vorbind în apropierea sa.

## Aplicațiile ecoului
Ecourile undelor ultrasonore sunt adesea utilizate la localizarea corpurilor și la determinarea poziției lor exacte, măsurând durata de reîntoarcere la sursă a ecoului, metodă denumită ecolocație. 
În mediu acvatic procedeul se numește hidrolocație și măsurarea se face cu un aparat denumit sonar. Pentru a împiedica descoperirea submarinelor în imersiune acestea sunt acoperite cu plăci anecoide, destinate să absoarbă undele sonarului, în acest fel reducând și deformând semnalul reflectat.
O serie de contramăsuri pentru evitarea detectării avioanelor, rachetelor și navelor militare se realizează aplicând tehnologia stealth pentru a obține invizibilitatea radar, prin utilizarea de materiale care absorb undele radar (vopsele pe bază de ferite), de materiale care nu reflectă undele radar (plastice, compozite) și prin forme care reflectă undele radar concentrat în anumite direcții, împiedicând formarea ecoului.
O metodă de obținere a imaginilor medicale, prin utilizarea ecoului în imagistica medicală, se numește ecografie.